# Cryptodesmidae
Cryptodesmidae är en familj av mångfotingar. Cryptodesmidae ingår i ordningen banddubbelfotingar, klassen dubbelfotingar, fylumet leddjur och riket djur. Enligt Catalogue of Life omfattar familjen Cryptodesmidae 105 arter. 

## Bildgalleri

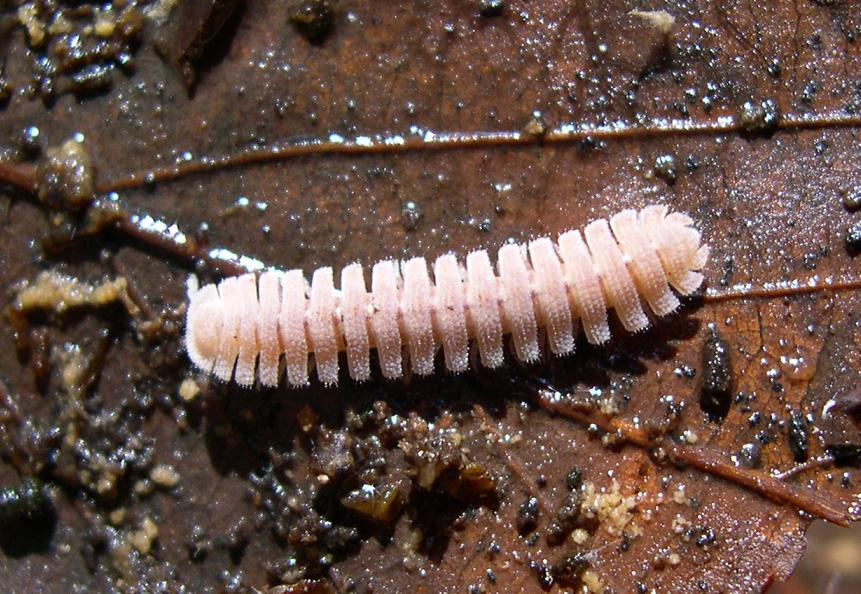
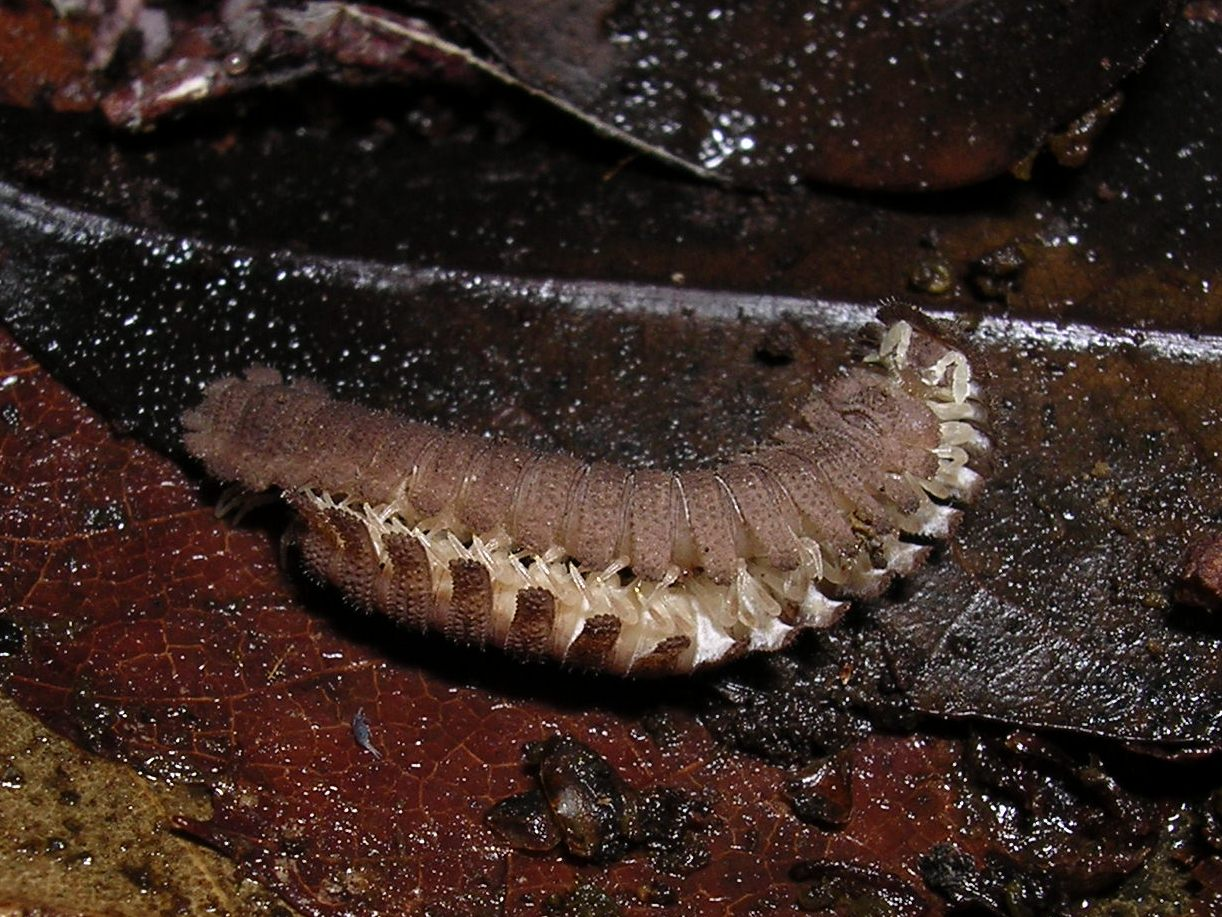

## Dottertaxa till Cryptodesmidae, i alfabetisk ordning[1]
- Apomus
- Aporodesmus
- Caliodesmus
- Cariocodesmus
- Chonodesmus
- Compsodesmus
- Cryptodesmoides
- Cryptodesmus
- Diaphanacme
- Dyakryptus
- Elythesmus
- Endioporus
- Gypsodesmus
- Hymenodesmus
- Kiusiunum
- Lampodesmus
- Leucodesminus
- Maderesmus
- Nimbaporodesmus
- Niponia
- Ophrydesmus
- Parathelydesmus
- Peridontodesmella
- Peridontodesmoides
- Peridontodesmus
- Pinesmus
- Pterodesmus
- Sarissocryptus
- Sierresmus
- Singhalocryptus
- Tanydesmus
- Teledesmus
- Theleura
- Thelydesmus
- Trichapomus
- Trichopeltis
- Villiersiellina
- Zikadesmus